# Aster Tunnel
Der Aster Tunnel (italienisch Galleria Ast) war ein Eisenbahnkehrtunnel der Brennerbahn kurz nach Gossensaß. Karl von Etzel verlängerte die Trasse künstlich mit einer 4 km langen Umfahrung ins Pflerschtal, um den Höhenunterschied zwischen Gossensaß und dem Brenner bewältigen zu können. Charakteristisch für den Tunnel war sein enger Radius von nur 284 m, der die mögliche Höchstgeschwindigkeit auf 70 km/h reduzierte. Benannt ist er nach dem Weiler Ast.
Bereits während der Erbauung hatte man mit zahlreichen Problemen zu kämpfen. Im Jahr 1866 wurde der Bau vorübergehend gestoppt, nachdem einige Arbeiter ihr Leben darin verloren hatten. Bis zum Jahr 1999 war der Tunnel Teil der alten Trasse (die über Schelleberg nach Brennerbad führte), welche im gleichen Jahr durch den neuen Pflerschtunnel ersetzt wurde. Grund für die Schließung waren die geringen Geschwindigkeiten sowie die hohen Instandhaltungskosten des Tunnels und der steinschlaggefährdeten Strecke am Nordhang des Tales. Sofort nach der Eröffnung des neuen Teilstückes wurde das gesamte Gleisbett abgetragen, so dass heute nur noch Schotterreste im Tunnel zu finden sind. Auch hat sich die Natur im Laufe der Zeit das Südportal zurückgeholt, das heute nur noch schwer sichtbar ist. Am Nordportal führt die Radroute 1 „Brenner–Salurn“ vorbei.